# ديفيد دير
ديفيد دير (بالإنجليزية: David Dwyer)‏ هو لاعب كرة قدم أسترالية أسترالي، ولد في 15 مارس 1964.

## وصلات خارجية
- ديفيد دير على موقع IMDb (الإنجليزية)
- ديفيد دير على موقع قاعدة بيانات الفيلم (الإنجليزية)
- ديفيد دير على موقع AustralianFootball.com (الإنجليزية)
- ديفيد دير على موقع AFLtables.com (الإنجليزية)